# Microsociologie
De microsociologie is een sociologisch perspectief dat zich focust op menselijke sociale interacties en de alledaagse context waarbinnen deze interacties plaatsvinden. Binnen dit perspectief wordt eveneens veel aandacht besteed aan het agentschap van het individu. Individuen zijn volgens de microsociologie individuen die in staat zijn om zelf een wereld te creëren en daar betekenis aan toe te kennen. Het microsociologische perspectief is de tegenhanger van de macrosociologie waar de sociale structuur centraal staat. In dat laatste perspectief worden individuen veel meer gedetermineerd door omgevingskenmerken.

## Methodologie
Microsociologisch onderzoek wordt voornamelijk gevoerd aan de hand van interpretatieve analyses. De nadruk ligt minder op empirische observaties of statistisch gefundeerd onderzoek. De microsociologie leunt filosofisch gezien aan bij de fenomenologie. 
Methodologisch omvat de microsociologie onder andere het symbolisch interactionisme met prominente figuren zoals George Herbert Mead en  Charles Horton Cooley. Ook ethnomethodologie is een methodologische vorm van microsociologisch onderzoek.